# HMS Kempenfelt (1915)
L'HMS Kempenfelt fu un conduttore di flottiglia della classe Marksman della Royal Navy britannica. Fu costruito da Cammell Laird presso il loro cantiere di Birkenhead. La costruzione iniziò nel 1914 e fu completata nell'agosto 1915; la nave servì nella rimanente parte della prima guerra mondiale e fu poi venduta per la demolizione nel 1921.

## Costruzione e progetto
Nell'aprile 1914 l'Ammiragliato britannico fece richiesta di due scialuppe per i due conduttori di flottiglia classe Marksman, il Nimrod e il Kempenfelt, come parte del piano navale per il 1914–1915 Naval Estimates, a seguito dell'ordine delle due unità nel piano navale per il 1913–1914. I conduttori di flottiglia erano navi poco più grosse di un cacciatorpediniere, intese per condurre in azione flottiglie di cacciatorpediniere.
Le navi classe Marksman furono unità da 99 m di lunghezza al galleggiamento e 96 m tra le perpendicolari. Avevano una larghezza al baglio massimo di 9,7 m e un'immersione massima di 3,7 m. Il progetto dislocava 1460 t standard e 1700 t a pieno carico. Tre set di turbine a vapore Brown-Curtis, da 27 MW all'asse, erano alimentate da quattro caldaie a vapore a tubi d'acqua di tipo Yarrow. La velocità massima delle unità era di 34 nodi. Le turbine di crociera erano posizionate sugli assi più esterni. Il progetto prevedeva quattro fumaioli. Potevano essere immagazzinati fino a 515 tonnellate di carbone, dotando il progetto di un'autonomia di 4290 miglia nautiche a 15 nodi.
L'armamento principale della nave consisteva in quattro cannoni a fuoco rapido da 102 mm Mk IV montati sull'asse di simmetria della nave, di cui due tra i fumaioli. L'armamento antiaereo consistente in due cannoni da 1 libbra (37 mm) "pom-pom" fu pianificato, ma durante la costruzione questi cannoni furono consegnati alla British Expeditionary Force quando fu inizialmente schierata in Francia all'inizio della guerra; la nave fu quindi completata con 2 cannoni da 2 libbre (40 mm) "pom-pom". L'armamento anti torpedine consisteva in due tubi lanciasiluri gemelli da 533 mm. Nell'agosto 1915 la Kempenfelt fu selezionata per essere rapidamente convertita in posamine, ma a causa di problemi durante le prove in mare fu invece trasformata la nave gemella Abdiel. Nel 1916 la Kempenfelt fu dotata di un dispositivo trainato di profondità esplosivo antisommergibile, ma fu rimosso nel luglio dello stesso anno. L'equipaggio della nave consisteva in 104 tra ufficiali e marinai.
Il Kempenfelt fu impostato presso il cantiere Cammell Laird di Birkenhead il 2 ottobre 1914 e fu varato il 1 maggio 1915. Durante le prove in mare il motore fu sforzato, producendo oltre 28 MW di potenza all'asse, con conseguenti velocità di oltre 35 nodi. la nave fu completata il 20 agosto 1915.

## Servizio
Il 14 agosto 1915, mentre svolgeva le prove in mare nella baia di Liverpool, Il Kempenfelt riferì di aver visto il periscopio di un sottomarino sconosciuto, probabilmente l'U-38. Il 21 agosto 1915, a seguito dell'entrata in servizio dell'unità, Il Kempenfelt si unì come leader alla nuova 11th Destroyer Flotilla, di base a Scapa Flow. Il 6 gennaio 1916 la corazzata pre-dreadnought King Edward VII, che stava navigando da sola siccome le difficili condizioni meteo non permettevano il dispiegamento di cacciatorpediniere, colpì una mina davanti a Capo Wrath. Quando le notizie dell'accaduto raggiunsero Scapa Flow, il Kempenfelt e altri 12 cacciatorpediniere furono mandati ad assistere e proteggere la corazzata in avaria da potenziali sottomarini nemici, siccome si pensava che fosse stata silurata. Il Kempenfelt e un rimorchiatore presero al traino la King Edward VII ma la cima di traino si spezzo e la corazzata fu conseguentemente abbandonata. L'equipaggio della corazzata fu tratto in salvo a bordo dei cacciatorpediniere Musketeer, Marne, Fortune e Nessus prima dell'affondamento.
Il Kempenfelt navigò come parte della 11th Destroyer Flotilla nella Battaglia dello Jutland, il 31 maggio 1916. Il Kempenfelt sopravvisse alla battaglia senza riportare alcun danno.
Il Kempenfelt rimase con la 11th Flotilla fino alla fine della guerra. nel marzo 1919 la nave fu posta in riserva a Portsmouth. Fu venduta per la demolizione al reparto di Morecambe il 9 maggio 1921.

## Numero identificativo
| Identificativo | dal          | al           |
| -------------- | ------------ | ------------ |
| HA1            | Agosto 1915  | 1917         |
| G10            | 1917         | Gennaio 1918 |
| F87            | Gennaio 1918 | Aprile 1918  |
| G12            | Aprile 1918  | -            |